# کتاب توبیاس

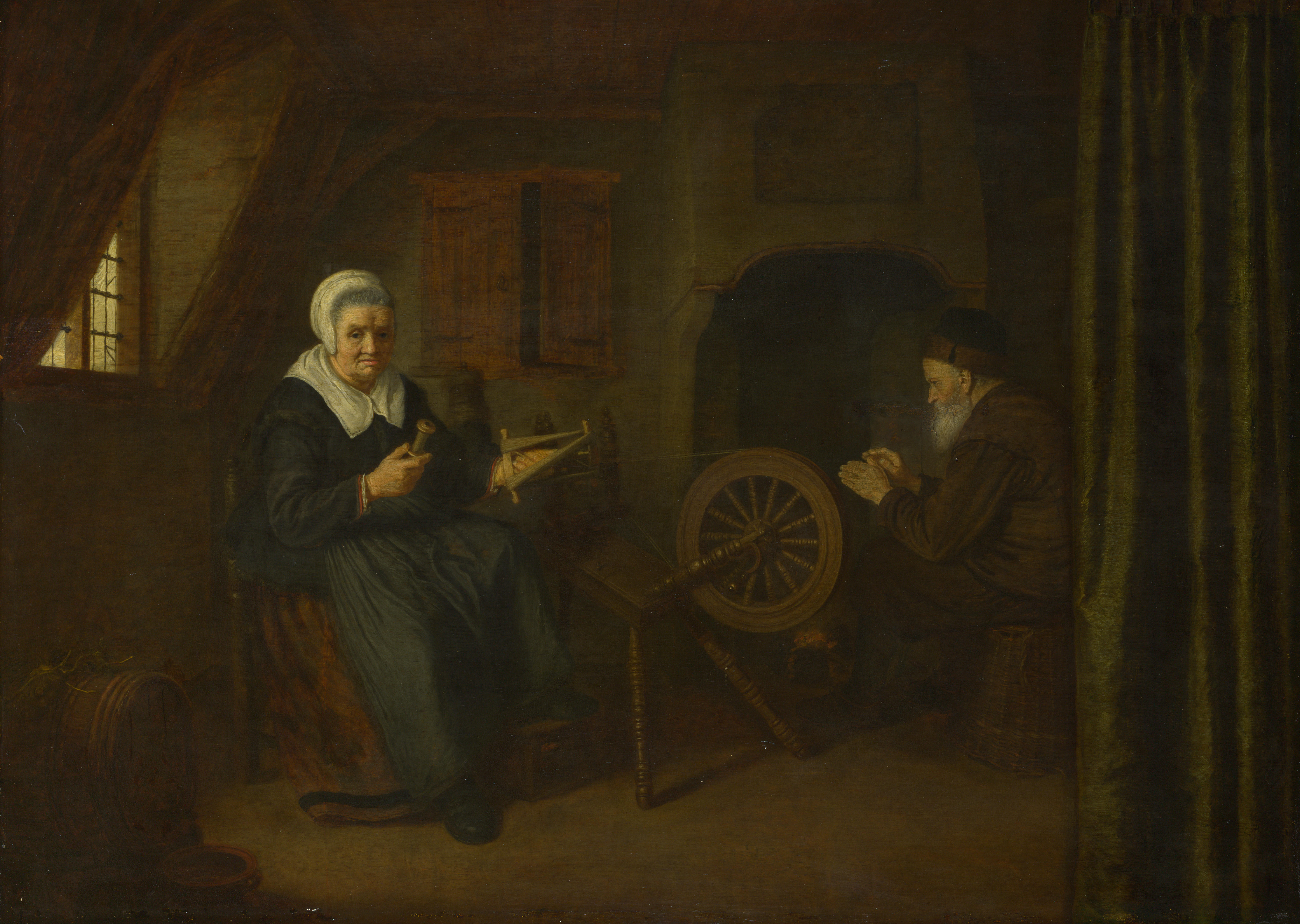
آبراهام دو پاپه، توبیت و آنا، رنگ و روغن روی چوب بلوط، ۵۶x۴۰/۷ سانتیمتر، ۱۶۵۸ میلادی، نشنال گالری، لندن.

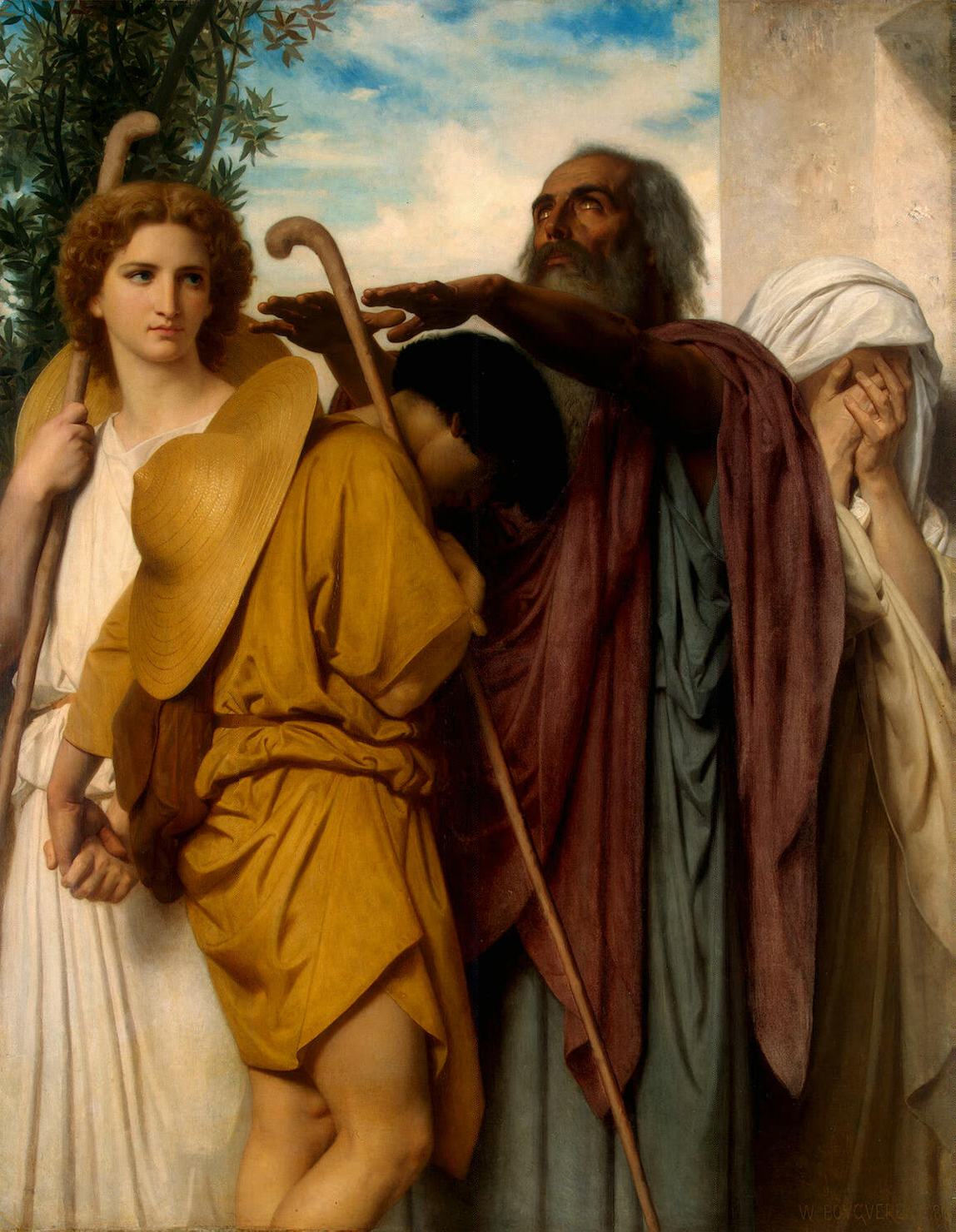
ویلیام-آدولف بوگرُو، توبیاس با پدرش وداع میکند، رنگ و روغن روی بوم، ۱۵۳x۱۱۹ سانتیمتر، ۱۸۶۰ میلادی.

کتاب توبیاس یا کتاب توبیت (یونانی : Τωβιθ عبری: טובי ، טוביה به معنی توف-یه یا خدا خوب است) بخشی از کتاب مقدس است که تنها در نسخه کاتولیک و ارتدوکس وجود دارد و در سال ۳۹۷ به عنوان بخشی از کتاب مقدس برای کاتولیک‌ها تصویب شد. مسیحیان پروتستان و شاخه‌های دیگر مسیحیت به دلیل اینکه این کتاب توسط یهودیان در تنخ قرار نگرفته است آن را در کتاب مقدس جای ندادند. قبل از اینکه نسخهٔ عبری و آرامی کتاب توبیاس در طومارهای دریای مرده کشف شد تصور می‌شد که دلیل اینکه این کتاب در تنخ نیست نوشته شدن آن در زمان‌های بعدی باشد و تصور می‌شد که این کتاب در حدود سال ۱۰۰ میلادی نوشته شده است. ولیکن طومارهای یافته شده که مربوط به سال‌های حدود ۱۰۰ قبل از میلاد تا ۲۵ میلادی می‌باشند نشان می‌دهند که نسخهٔ اصلیِ این کتاب، قدیمی‌تر از آن است که تصور می‌شده است. بر اساس نظر امروزی، این کتاب احتمالاً در زمان تدوین کتاب دانیال نوشته شده است. بعضی اعتقاد دارند که دلیل اینکه کتاب توبیاس در تنخ قرار نگرفته است تفاوت آن با شرع یهودی است زیرا در بخشی از کتاب خطبهٔ عقد توسط پدر عروس خوانده می‌شود، نه بر اساس دستور شرعیِ هلاخا توسط پدر داماد. ولیکن ممکن است در ابتدا این کتاب در تنخ وجود داشته بود و در گذر زمان حذف شده باشد. همچنین این کتاب در نسخهٔ یونانیِ تنخ نیز وجود دارد.
مسیحیان کاتولیک و ارتودوکس بر وحیانی بودن این کتاب به عنوان یکی از کتب عهدقدیم قائل هستند. در مقابل یهودیان و مسیحیان پروتستان این کتاب را صرفاً کتابی مفید و اما غیروحیانی می دانند.

## تفسیر دانشگاهی
شائول شاکد، استاد دانشگاه ایرانی‌شناس دانشگاه عبری اورشلیم، می‌نویسد که قطعاً این کتاب، بن‌مایه‌ای ایرانی (مادی) دارد، گرچه برخی از خاورشناس‌ها در این موضوع شک دارند، ولی می‌توان با قاطعیت گفت که پشت‌زمینه (تِم) این داستان به اسطوره‌های ایرانی اشاره دارد.
اما بر اساس نظری دیگر، نگارندۀ این کتاب، صرفاً دغدغۀ رساندن پیغام دینی به خوانندگان است و محتمل است که اسامی مستعار، برای رساندن چند پیام دینی به خواننده است، از جمله اینکه دفن کردن درگذشتگان امری خداپسندانه است و کسی که به تدفین از دست رفتگان خود اهمیت قائل نیست، به خداوند بی احترامی کرده است. همجنین نویسنده قصد مقابله با اعتقادات خرافی دیگری دارد: برای مثال، در این کتاب زنی که شوهران او در شب اول پس از ازدواج می مُردند، دیو زده و تسخیر شده توسط دیو ها معرفی می شده، که این اعتقاد خرافی و عوامانه، که باعث ترس دیگران از این زن می شده است، با یک ابتکار عمل ساده، از بین برده می شود. نهایتاً توبیاس، که مردی درست کار بود، با همین زن ازدواج می کند و در نهایت همگی خداوند را متبارک می خوانند.

## خلاصه
کتاب توبیاس داستان یک اسرائیلی از قبیله نفتالی به نام توبیت را بیان کرده که در نینوا زندگی می‌کرده. او توسط سارگون دوم پادشاه آشوریان در سال ۷۲۱ قبل از میلاد از سرزمین اسرائیل تبعید شده بوده. توبیت توسط پدربزرگ پدریِ خود بزرگ شده بوده است و به پرستش خدا در معبد اورشلیم پایبند مانده بوده و مانند بقیه مردم به پرستش گوسالهٔ طلایی در دان توسط یربعام روی نیاورده بود. در زمان تبعید، او سعی داشته تا قوانین خاکسپاریِ یهودی را در مورد اسرائیلی که کشته شده بودند اجرا کند. او در نینوا فردی را که در خیابان کشته شده بود ه دفن می‌کند. در آن شب در زمانی که او خوابیده بوده، مدفوع پرنده‌ای بر چشمانش می‌افتد و او را کور می‌کند. این مسئله باعث ایجاد دردسر در ازدواجش می‌شود و او آرزوی مرگ می‌کند. در این زمان در سرزمین مادها (ایران) زنی جوان به نام سارا نیز درخواست مرگ می‌کرده. او هفت شوهر قبلی خود را به دست یک شیطان به نام آسمودئوس از دست داده بوده. آسمودئوس در هر هفت ازدواج قبلیِ او قبل از اینکه ازدواج رسمی شود در شب عروسی شوهر او را می‌کشته‌است. خدا فرشتهٔ خود روفائیل (رافائل) را به صورت یک انسان می‌فرستد، تا توبیت را آرام کند و سارا را از شیاطین نجات دهد. در ادامهٔ داستان پسر توبیت به نام توبیاه یا توبیاس به سراغ پولی که پدرش قبلاً در سرزمین ماد گذاشته بوده می‌رود. رافائیل خود را به صورت یک انسان در می‌آورد و در سفر همراه توبیاس می‌شود. تحت راهنماییِ رافائیل، توبیاس به سرزمین مادها می‌رود. در زمانی که توبیاس می‌خواهد پای خود را در رود دجله بشوید یک ماهی به او حمله می‌کند و سعی می‌کند پای او را بخورد. به دستور رافائیل او ماهی را می‌گیرد و قلب و جگر و کیسه صفرای آن را در می‌آورد تا با راهنمایی رافائیل به عنوان دارو استفاده کند. بعد از رسیدن به سرزمین مادها رافائیل به توبیاس می‌گوید که با سارا ازدواج کند زیرا سارا دخترخالهٔ او است. او به توبیاس می‌گوید که قلب و جگر ماهی را بسوزاند تا شیاطینی را که شوهران سارا را می‌کشتند دور کند. آن دو ازدواج می‌کنند، و بوی قلب و جگر ماهی آسمودئوس را تا مصر به دور می‌راند و رافائیل او را زندانی می‌کند. پدر سارا که انتظار داشته توبیاس نیز مانند شوهران قبلی بمیرد برای او قبری تهیه کرده بود. صبح روز بعد، از زنده ماندن توبیاس متعجب می‌شود و برای او جشنی بسیار بزرگ ترتیب می‌دهد. توبیاس که به دلیل مسائل عروسی گرفتار می‌شود، از رافائیل درخواست می‌کند که پول پدرش توبیت را به او بازگرداند. بعد از جشن عروسی، توبیاس و سارا به نینوا می‌روند و رافائیل به توبیاس می‌گوید که کیسه صفرای ماهی را برای بینا کردن پدرش استفاده کند. در این زمان رافائیل به آنها می‌گوید که او یک فرشته است و به بهشت بازمی‌گردد و توبیت خدا را ستایش می‌کند. توبیت به پسرش می‌گوید که از نینوا خارج شود زیرا خداوند آن را نابود خواهد کرد. بالاخره توبیت در سن بالا روزی پس از به جای آوردن دعا می‌میرد. توبیاس بعد از خاک‌سپاریِ پدر و مادرش، به همراه همسرش به سرزمین مادها بازمی‌گردد.

## محل
داستان توبیت به مسائل آشور و پارس اشاره دارد و نام شیطان آسموئوس هم از نام اشما دیو گرفته شده است. در کتاب در مورد اکباتان و ری نیز صحبت میشود.